# Presidential Young Investigator Award
Le Presidential Young Investigator Award (en bref : PYI) est une bourse qui a été décerné par la Fondation nationale pour la science du gouvernement fédéral des États-Unis. Le programme a été effectif de 1984 à 1991, et il a été remplacé par les prix NSF Young Investigator (NYI) et le Presidential Faculty Fellows Program (PFF).
Les candidats ne pouvaient pas directement postuler pour le prix, mais étaient proposés par d'autres, y compris leurs propres institutions, sur la base de leurs mérites scientifiques. Le prix consistait en un certificat de la Maison Blanche signé par le président des États-Unis et en une subvention minimale de 25 000 par an pendant cinq ans de la part de la NSF, à utiliser pour tout projet de recherche scientifique que le lauréat souhaitait poursuivre, avec la possibilité d'un financement pouvant atteindre  100 000 par année si l'administration du PYI obtenait des fonds en contrepartie venant de l'industrie. Considéré comme l'une des plus hautes distinctions décernées par la National Science Foundation, le programme de bourses a été critiqué en 1990 comme n'étant pas la meilleure utilisation des fonds de la NSF à une époque où les budgets étaient serrés,.

## Récipiendaires
Les récipiendaires des prix PYI comprennent :
- Narendra Ahuja, informatique, 1984
- Alice Agogino, génie, 1985[4]
- Paul Alivisatos, chimie, 1991[5]
- Peter B. Armentrout, chimie, 1984
- David P. Anderson, informatique
- Kenneth Balkus, chimie, 1991
- Prithviraj Banerjee (en), architecture des systèmes informatiques, 1987[6]
- Paul F. Barbara, chimie, 1984[7]
- John Bartholdi, industrial and systems engineering, 1985
- Mary Beckman, linguistique, 1988
- Mladen Bestvina, mathématiques, 1988
- Sanjay Banerjee, génie  électrique, 1988
- Jonathan Block, mathématiques, 1993[8]
- Francis Bonahon, mathématiques, 1989
- Rogers Brubaker, sociologie, 1994
- Robert Bryant, mathématiques, 1984
- Stephen Z. D. Cheng, science des polymères, 1991
- Paul Alan Cox, écologie évolutive et ethnobotanique, 1985
- Judith Curry, science du climat, 1988[9]
- Munther A. Dahleh (en), génie électrique, 1991
- Supriyo Datta, génie  électrique, 1984
- Rina Dechter, informatique, 1991[10]
- Chris Q. Doe, biologie, 1990
- Bruce Donald, biologie numérique, 1989
- David L. Donoho, statistique, 1985
- Lin Fanghua, mathématiques, 1989
- Juli Feigon, biochimie, 1989[11]
- Alexei Filippenko, astronomie, 1989
- Eric Fossum, génie  électrique, 1986
- Jennifer Freyd, psychologie
- Elaine Fuchs, biologie cellulaire, 1984-1989
- Gerald Fuller, génie  chimique
- Huajian Gao, science des matériaux
- Mark S. Ghiorso, sciences géologiques, 1985
- Leslie Greengard, programme de recherche avancée en informatique et mathématiques computationnelles, 1990[12]
- Mark Henderson, mechanical engineering, 1987
- John L. Hennessy, informatique, 1984
- Jacqueline Hewitt, physique, 1991
- David Hillis, biologie évolutive, 1987
- Laurie Simon Hodrick, économie, 1991
- John M. Hollerbach, haptique et perception tactile, 1984[13]
- Kathleen Howell, astronomie, 1984
- Ellen Hildreth, vision par ordinateur, 1987
- Paul Hudak, informatique, 1985[14]
- Christopher R. Johnson, infographie et visualisation, 1994
- Nan Marie Jokerst, génie  électrique, 1990
- Moshe Kam, génie  électrique, 1990
- David B. Kaplan, physique, 1990
- Mehran Kardar, physique, 1989
- Karen Kavanagh, physique, 1991
- Susan Kidwell, géologie, 1986
- David C. Koo, astrophysique, 1988
- Ron R. Kopito, biologie cellulaire, 1989
- Vijay Kumar (roboticien), 1991
- Jacqueline Krim, recherche en matériaux, 1986[15],[16]
- James W. LaBelle, physique, 1990
- Robert L. Last, biologie des plantes, 1990
- Edward A. Lee, génie  électrique, 1997[17]
- Kevin K. Lehmann, chimie, 1985
- Charles E. Leiserson, informatique, 1985
- John H. Lienhard V, génie  mécanique, 1988
- John Edwin Luecke, mathématiques, 1992
- Udi Manber, informatique, 1985
- Eric Mazur, physique
- Mark McMenamin, géologie, 1988
- Eckart Meiburg, génie  mécanique, 1990
- Fulvio Melia, astrophysique
- Carolyn Meyers, génie  chilique
- Michael I. Miller, génie biomédical[18]
- Robert F. Murphy (biologiste computationnel)[19], 1983
- Monica Olvera de la Cruz, physique des matériaux, 1989
- Jon Orloff, physique, 1984
- Randy Pausch, informatique
- Gregory A. Voth, chimie, 1991
- Joseph R. Pawlik, océanographie biologique, 1991
- Ken Perlin, infographie, 1991
- Ronald T. Raines, biologie chimique
- Lisa Randall, physicien théorique,  1992[20]
- Eric Sven Ristad, intelligence artificielle, 1992[21]
- Mark O. Robbins, Materials Research, 1985[22]
- Ares J. Rosakis, 1985
- Karl Rubin, mathématiques
- Rob A. Rutenbar, génie informatique, 1987
- Sunil Saigal, génie civil, 1990
- Peter Salovey, psychologie
- Aziz Sancar, biophysique moléculaire, 1984
- Robert Sapolsky, neuroendocrinologie
- Terrence Sejnowski, neuroscience, 1984
- Philip B. Stark, statistisie, 1989
- Michael Steer, génie  électrique, 1986
- Joann Stock, sciences de la terre, 1990[23],[24]
- Howard A. Stone, systèmes chimiques, de bio-ingénierie, environnementaux et de transport, 1989[25]
- Steven Strogatz, mathématiques, 1990
- Vish V. Subramaniam, génie mécanique, 1991
- Éva Tardos, analyse des algorithmes
- Patricia Thiel, chimie, 1985[26]
- Masaru Tomita, biologie numérique, 1988
- Craig Tovey, recherche opérationnelle, 1986
- Mary K. Vernon, informatique, 1985
- Jeffrey Vitter, informatique, 1985
- Margaret Werner-Washburne, biologie moléculaire, 1990
- Ellen D. Williams (scientist), recherche en matériaux, 1984[27]
- Martin Yarmush, génie biochimique, 1988
- Todd Yeates, biochimie, 1991
- Alex Zettl, physique, 1984
- Steven Zimmerman, chimie

## NSF Presidential Faculty Fellowship
Le NSF Presidential Faculty Fellowship (PFF) a été lancé par le président George H. W. Bush pour honorer 30 jeunes professeurs d'génie  et de sciences. Les prix se montaient jusqu'à 100 000 $ par an pendant 5 ans. Parmi les récipiendaires figurent :
- Sunil K. Agrawal, robotique, 1994
- David Culler, informatique, 1992
- Leslie Greengard
- Louise H. Kellogg, géophysique, 1992
- Theodore (Ted) Rappaport, communications sans fil, 1992
- Rebecca Richards-Kortum, électricité/biogénie, 1992

## Article lié
- Presidential Early Career Award for Scientists and Engineers